# كأس البرتغال 1999–2000
كأس البرتغال 1999–2000 (بالبرتغالية: Taça de Portugal de 1999–00‏) هو موسم من كأس البرتغال. فاز فيه نادي بورتو.